# Избори за предсједника Републике Српске 1998.
Избори за предсједника Републике Српске 1998. одржани су 12. и 13. септембра истовријемено са парламентарним изборима 1998. као дио општих избора у БиХ. За предсједника је изабран Никола Поплашен, а за потпредсједника Мирко Шаровић. Број важећих гласова био је 735.700, а неважећих 110.209.

## Позадина избора
Након потписивања Дејтонског споразума у 1995, Радован Караџић није више могао да се кандидује на мјесто предсједника Републике Српске, па је на предсједничким изборима 1996. његова странка СДС предложила Биљану Плавшић, која је побједила на изборима, и постала прва жена која је изабрана као вођа Срба у некој држави. После сукоба у СДС-у је била искључена из странке 1997, па је основала свој Српски народни савез Републике Српске (СНС РС). У тој години су расписани и ванредни парламентарни избори, након којих је њена странка формирала владајућу коалицију у којој је Милорад Додик био предсједник Владе, иако је његова странка освојила само 2 посланичка мандата.
Коалиција око СДС-а и СРС РС-а је предложила Николу Поплашена као предсједника и вођу СДС-а Мирка Шаровића као потпредсједника на овим изборима.

## Резултати
| Кандидат за предсједника                                       | Кандидат за потпредсједника | Политички субјекат     | Гласови   |
| -------------------------------------------------------------- | --------------------------- | ---------------------- | --------- |
| Никола Поплашен                                                | Мирко Шаровић               | Коалиција СДС — СРС РС | 322.684   |
| Биљана Плавшић                                                 | Светозар Михајловић         | Коалиција Слога        | 286.606   |
| Зулфо Нишић                                                    | Фатима Рагибовић            | Босанска странка       | 107.036   |
| Михајло Црнадак                                                | Бранко Латиновић            | Српска коалиција за РС | 16.079    |
| Предраг Секуловић                                              | Ненад Љепојевић             | Странка за Југославију | 3.295     |
| Укупно важећи гласови                                          | Укупно важећи гласови       | Укупно важећи гласови  | 1.075.581 |
| Неважећи гласови                                               | Неважећи гласови            | Неважећи гласови       | 53.320    |
| Извори: ОЕБС, ЦИК, Статистички годишњак Републике Српске 2013. |                             |                        |           |

## Реакције
САД, која је на овим изборима подржала Биљану Плавшић је негативно реаговала на победу Поплашена. Као новог мандатара за састав Владе, Поплашен је покушао да постави Драгана Калинића, али је то канцеларија Високог Представника одбила. Након што Поплашен није именовао Милорада Додика као мандатара за састав Владе, тадашњи Високи представних за БиХ Карлос Вестендорп је 5. марта 1999. смјенио Николу Поплашена са мјеста предсједника Републике Српске. Смјена је спроведена 2. септембра 1999.